# 好黑
《好黑》，是香港作家謝曉虹於2003年出版的短篇小説集，亦是其首部個人著作。該作由青文書屋和寶瓶文化分別在香港和台灣出版，輯錄了十二篇魔幻現實風格的短篇小説，其中兩篇小説〈旅行之家〉和〈理髮〉曾分別奪得第十五屆聯合文學小說新人獎首獎和第一屆大學文學獎小説組冠軍，而《好黑》亦於出版翌年贏得第八屆香港中文文學雙年獎首獎。

## 收錄作品與情節
| 標題               | 情節 |
| ------------------ | --- |
| 禮物               | 三葉收到一份包裹，包裹上寫著是一個陌生少年送給她的禮物。她起初打算拒收，但少年卻找上並纏繞她，她最終選擇接受那份禮物，發現是一個音樂盒，播放的是類似《給愛麗絲》、名為《給三葉》的一段曲子。最後，年老的三葉將這個音樂盒跟去世的丈夫屍體一同火化。學者譚以諾認為小說的敘述者三葉其實是妄想症患者。 |
| 關於我自殺的那件事 | 故事分為十七幕，環繞「我」、姐姐和一男一女的三角戀情。「我」起初並不知道自己是第三者，但在發現原來「他」已經結婚後非常憤怒。與此同時，「我」看到姐姐在閲讀《兇殺大全》，而隨後「他」妻子竟被殺害，屍體被麻袋套住，藏在「我」的床下。姐姐說她知道是我把「她」殺死的，並自告奮勇與「我」一同處理屍體。然而，屍體很快被警方發現，而姐姐笑著對「我」說為免查到她的頭上而將「我」殺死。學者譚以諾認為小說的敘述者「我」其實是失憶症患者。 |
| 風中街道           | 林先生與子女林頓和林欣共進晚餐，然而林先生卻因沉迷看犯罪電視劇而覺得魚販暗中下了毒，故阻止子女吃魚，但在他盯著窗外的魚販時子女們已經離開飯桌。在臨近高考前迷上摺紙的林頓偷了父親的雜誌和姊姊的漫畫書跟文具店老闆交換色紙；而高考過後的林欣開始打扮自己，在去跟魚販買魚時吸引著男途人的目光，但他們毫不察覺家人的變化。一天，林先生又在窗外盯著跟他一樣在喪妻後變得孤僻的魚販時頓覺二人極為相似。隨後，魚販因喪失辨別現實的能力而被送上救護車，而林先生感嘆街道終於變得安全。                                                                                                   |
| 旅行之家           | 故事發生在一個名叫「巴巴齊」的地方，「我」和家人一同前往該地旅行。「我」被當地一些名為「皮皮黨」的強盜搶劫，本以為父親會為「我」出頭，但父親竟跟強盜唱著歌一起遠去。不解的「我」遂跟著母親去看馬戲團的表演，當地的人認為流淚是最滑稽的表演，而能哭泣的母親被馬戲團團長相中，邀請她隨團表演。被父母拋棄的我遂跟姊姊和祖母到當地的蝴蝶屋，而姊姊通過選美海選被邀請進入屋內，她希望能變成蝴蝶，但最終卻變成了飛蛾。「我」問祖母為何他們全都離他而去，祖母告訴他旅行的目的就是要離開家庭、找個適合自己的地方，說完後便漸漸消失，留下「我」騎着單車漫無目的地在巴巴齊的街道上繞行。 |
| 1130號巴士         | 「我」在吃晚飯時跟母親提起以前常常乘坐1130號巴士，由土瓜灣到新界探望姑母。然而，母親卻說1130號巴士早已停駛，她也沒有姑母，惹來妹妹恥笑。「我」也開始質疑自己是不是記錯了，而其實自己也沒有妹妹。學者譚以諾認為小說的敘述者「我」其實是失憶症患者。 |
| 理髮               | 獨自經營理髮店的媽媽自幼會為「我」剪頭髮，店裡的男顧客時常會騷擾她，因此在媽媽的教導下「我」對男人毫無好感。然而當「我」漸漸長大，開始喜歡打扮，也有心儀的男生。媽媽在為「我」理髮時看到「我」的髮夾，勃然大怒，和「我」大吵了一架。這時，「我」改稱自己身處的好像不是理髮店，母親正在為她第一次剪頭髮，而當她坐在店外的紅椅子上時，她唯一的爸爸回來了。學者譚以諾認為小說的敘述者其實是妄想症患者。 |
| 葉子和刀的愛情     | 葉子和刀是一對情侶，晚餐時葉子暗自希望刀不會把她煮的湯全喝掉，讓她有機會投訴刀不愛她，但刀卻出於對葉子的愛把湯喝得一滴不剩。二人隨後交換情人節禮物，卻又互相比較起來、認為對方送的不夠自己用心而悶悶不樂。葉子又邀請刀一起跳舞，期間刀不慎踩到葉子的裙，葉子卻因希望刀能温柔地安撫她而自摑一巴，刀看見後也不甘示弱，隨着二人開始不斷自殘，直至重傷。二人便一同前往醫院，而在路上，滿身傷痕但步伐一致的二人終於找回初戀的感覺。 |
| 幸福身體           | 故事發生在Y地，該地容許人們進行色情事業，並允許用以物易物的方式交易。一個女孩跟哥哥乘船來到此地賣淫。一位少年因沒錢而選擇用身體部位來交換少女的肉體，少年逐樣器官變賣，換來肉體上跟女孩的歡愉，最終只剩下一顆眼珠。這時，陽光照射在他的臉，但少年只說了一句「好黑」。 |
| 甲甲               | 甲甲是一種不討好的生物，「我」自幼便時常將牠們以各種形式打死。「我」有一次在海邊看到一隻與別不同、擁有8隻腳的甲甲，「我」便暗自希望牠能活下來，並在牠的背上畫了四張翅膀，然而「我」在最後因為陽光過於刺眼而無法看著牠遠去後的命運。 |
| 黑貓城市           | 故事以一隻貓被殘忍殺害並放在黑袋裡的經過開首。憶年的妻子紀月患有失憶症，二人在幽會後，紀月的病情惡化，但她只記得「2 15 帶黑色袋子到紅燈山去」這句話和曾從父親抽屜偷了一個黑色避孕袋。然而，在記事簿寫下同一句話的憶年卻記不起這是甚麼一回事。一名披著黑色風衣的女人也在記事簿上寫有這句話，但她同樣不理解意思，遂向調查員求助。調查員看到後卻大吃一驚，因為該山正是被懷疑與連環殺貓案有關的恐怖組織的基地。 |
| 頭                 | 阿木和阿花的兒子阿樹失去了頭顱，被送往醫院診治，阿木遂把自己的頭顱割下捐給兒子。失去頭顱的阿木和阿花回家後遇上阿樹的女友阿豆，阿豆告訴他們自己懷了阿樹的孩子，但阿樹曾說過自己不想要孩子，儘管他仍然常與阿豆一同看色情片。但同時，有人說阿樹之所以失去頭顱，其實是在前一夜被阿木誘騙他玩遊戲時割下來，而阿木也在看著阿豆時想起阿花以前懷孕的情境。 |
| 大廈               | 故事發生在大廈的13樓，大廈的眾住客有著各種紛爭，有的投訴鄰居，也有夫妻在單位內吵架。然而，最終當其中一位住客K離開大廈時，她卻一心希望能儘早回家。學者譚以諾認為小說以英文字母命名角色是暗示鄰里之間疏離的關係。 |

## 創作與出版
《好黑》是謝曉虹的首部個人著作，而她在往後十七年再無出版個人作品。該作的標題「好黑」取自其中一篇〈幸福身體〉中少年在變賣身體後說的最後一句話，同時貼合小說的悲壯格調和充斥黑色幽默的敘事風格:79-80。該作收錄的大部份作品都使用了拼圖式的結構撰寫，小說情節比較碎片化，需要讀者在有限的範圍內思考如何組織故事內容，而且都是以家庭為主題和牽涉精神病患者，寫作風格則偏向不血腥的怪誕和暴虐，以角色之間所產生的摩擦和傷害來呈現暴力。該作亦沒有添加明確的時空標記，讓讀者能以比較抽離的角度閲讀。《好黑》於2003年11月1日由青文書屋出版，其中封面和插圖都是由謝親自繪畫。謝曾指她的寫作目的僅僅是希望能寫出她認為有意義的作品，因此在該作出版後並沒有留意任何評論和反饋。2005年，在《好黑》獲得香港中文文學雙年獎後，謝受寶瓶文化邀請在台灣出版該作，並由作家葉輝和凌鈍協助編輯，最終在同年11月28日正式發行。

## 評價
《好黑》普遍獲得正面評價，主要讚賞該作使用在香港文學較為罕見的魔幻現實風格和不可靠敘事者，以及對人性刻劃的真實性。香港學者蔡益懷曾將該作稱為香港新生代作家中最廣為人知的作品之一:96；而香港作家鄧小樺亦曾以「驚艷天下」來形容該作。
在主題和風格方面，台灣學者陳大為讚揚該作擁有詭異的穿透力，且能在荒誕的虛構敘事中描繪出殘酷而真實的人性。中國學者李歐梵評論指該作能完美呈現出不安的感官世界和冷靜地書寫嗜血暴烈的場景，以及刻劃出如性慾高漲時變賣器官換錢嫖妓的少年、在愛和傷害中淪為殘廢的情人等不同角色的極端形象和心境，並讚揚謝在作品中活用超現實主義。香港文學評論家譚以諾也認為該作所呈現的暴力有別於一般的反現代化作品，把人與人的親切關係推至互相殘害的地步，顯得嗜血而冷靜，而這種狀態亦與現代城市的冷酷產生對照作用。香港作家沐羽則讚揚謝的創作腔調，形容該作的南美魔幻寫實風格雖冷硬但內含熱情。
香港作家董啟章特別提到〈旅行之家〉一作，他讚揚該作的意境建構和黑色幽默風格，以及運用了充滿着超乎童趣而近乎惡作劇的敘事格調，令人驚奇。台灣學者李欣倫亦同樣讚揚〈旅行之家〉充滿超現實色彩的敘事風格，而且該作的角色刻畫、氛圍烘托和場景安排均能形塑出距離感，引人入勝；李亦將〈關於我自殺的那件事〉與日本作家吉本芭娜娜的小說《白河夜船》作比較，讚揚該作的筆觸森冷而淡漠，而獨特的說故事方法令人戰慄而清醒。蔡益懷則讚揚〈旅行之家〉和〈理髮〉兩部作品能表現出都市人生的荒蕪，而〈頭〉和〈幸福身體〉兩個故事意味深長，猶如迷宮般的敘述和怪誕暴虐的書寫對讀者而言也是一種閲讀享受:78-79。陳大為跟蔡有相似的看法，認為〈幸福身體〉和另一部作品〈風中街道〉的高度虛構性極具穿透力，並用上怪誕的手法配合猶如古典小說中的寫實情節令情感變得真實，而且飽含創意。而鄧小樺則讚揚〈葉子和刀的愛情〉一文能兼揉冷酷和甜蜜，切中資本主義社會中的愛情困境。

## 榮譽
| 年度   | 獎項                       | 書目         | 結果 | 註            |
| ------ | -------------------------- | ------------ | ---- | ------------- |
| 2001年 | 第十五屆聯合文學小說新人獎 | 〈旅行之家〉 | 首獎 | :404          |
| 2001年 | 第一屆大學文學獎小説組     | 〈理髮〉     | 冠軍 | [ 16 ]        |
| 2004年 | 第八屆香港中文文學雙年獎   | 不適用       | 首獎 | [ 17 ] [ 18 ] |

## 註
1. ↑  「甲甲」與蟑螂的粵語「曱甴」寫法和讀音相似。